# Xã Ellsburg, Quận St. Louis, Minnesota
Xã Ellsburg (tiếng Anh: Ellsburg Township) là một xã thuộc quận St. Louis, tiểu bang Minnesota, Hoa Kỳ. Năm 2010, dân số của xã này là 219 người.